# Nicrosaurus
Nicrosaurus – rodzaj fitozaura z grupy Pseudopalatinae. Został nazwany w 1866 roku przez O. Fraasa, który ukuł nazwę rodzajową Nicrosaurus dla gatunku Belodon kapffi, opisanego w 1860 przez Hermanna von Meyera w oparciu o szczątki odnalezione w górnotriasowych osadach na terenie Niemiec. Drugi gatunek, N. meyeri, został opisany w 2000 roku przez Axela Hungerbühlera i Adriana Hunta. Nicrosaurus cechował się bardzo wyraźnym, choć nie sięgającym czubka pyska, grzebieniem czaszkowym. Miał uzębienie heterodontyczne – w szczęce znajdowały się trzy rodzaje zębów, a w żuchwie – dwa. Według analizy filogenetycznej przeprowadzonej w 2002 roku przez Hungerbühlera Nicrosaurus jest najbardziej bazalnym przedstawicielem Pseudopalatinae.